# 쓰시마시 (나가사키현)
쓰시마시(일본어: 対馬市)는 일본 나가사키현의 쓰시마섬과 부속 도서로 구성된 시이다.

## 지리
대한민국 부산광역시와 일본 사이에 있고 대한해협의 중간이자 동해의 남쪽에 위치한다. 가장 가까운 육지인 대한민국 부산광역시에서는 남동쪽으로 49.5km 떨어져 있으며, 일본에서 가장 가까운 타 지역인 나가사키현 이키섬에서 북서쪽으로 47.5km, 후쿠오카시에서 북서쪽으로 138km 떨어진 곳에 있다.
쓰시마섬 외에도 미쓰시마섬, 우니섬 등 작은 섬들을 포함하며, 전체적으로 산이 많아 평지는 거의 없다. 해안선이 복잡하여 총 길이는 915km나 된다. 6개 정이 통합하여 탄생한 도시라 시가지가 분산되어 있으며, 가장 번화한 곳은 남동부의 이즈하라 지구(옛 이즈하라정)이다. 대표적인 산인 아리아케산(해발 558.09m 높이)이 섬의 최고봉으로 우뚝 솟아 있다.

## 역사
과거 일본의 율령국 체제에서는 쓰시마국에 속했다.
- 1899년 7월 - 이즈하라항, 시시미항, 사수나항이 미국과 대영제국의 개항장이 되었다.[1]
- 1908년 4월 1일 - 도서정촌제 시행으로 현재의 쓰시마시 영역에 시모아가타군 이즈하라촌, 구타촌, 쓰쓰촌, 사스촌, 게치촌, 다케시키촌, 후나코시촌, 니촌, 누가다케촌, 가미아가타군 미네촌, 니타촌, 사스나촌, 도요사키촌, 긴촌이 성립하였다.
- 1919년 4월 1일 - 이즈하라촌이 정으로 승격해 이즈하라정이 되었다.
- 1932년 4월 1일 - 게치촌이 다케시키촌을 편입하였다.
- 1940년 10월 17일 - 게치촌이 정으로 승격해 게치정이 되었다.
- 1948년 12월 1일 - 도요사키촌이 정으로 승격해 도요사키정이 되었다.
- 1955년 1월 1일 - 도요사키정·긴촌이 합병(신설 합병)해 가미쓰시마정이 성립하였다.
- 1955년 3월 1일 - 게치정과 후나코시촌이 합병(신설 합병)해 미쓰시마정이 성립하였다.
- 1955년 3월 20일 - 니이촌과 누가다케촌이 합병(신설 합병)해 도요타마촌이 성립하였다.
- 1955년 4월 15일 - 니타촌과 사스나촌이 합병(신설 합병)해 가미아가타정이 성립하였다.
- 1956년 9월 30일 - 이즈하라정·구타촌·쓰쓰촌·사스촌이 합병(신설 합병)해 이즈하라정이 성립하였다.
- 1975년 4월 1일 - 도요타마촌이 정으로 승격해 도요타마정이 되었다.
- 1975년 10월 10일 - 쓰시마 공항이 개항하였다.
- 1976년 4월 1일 - 미네촌이 정으로 승격해 미네정이 되었다.
- 2004년 3월 1일 - 이즈하라정·미쓰시마정·도요타마정·미네정·가미아가타정·가미쓰시마정이 합병(신설 합병)해 쓰시마시가 되었다. 시청은 옛 이즈하라정에 놓였다.

## 경제

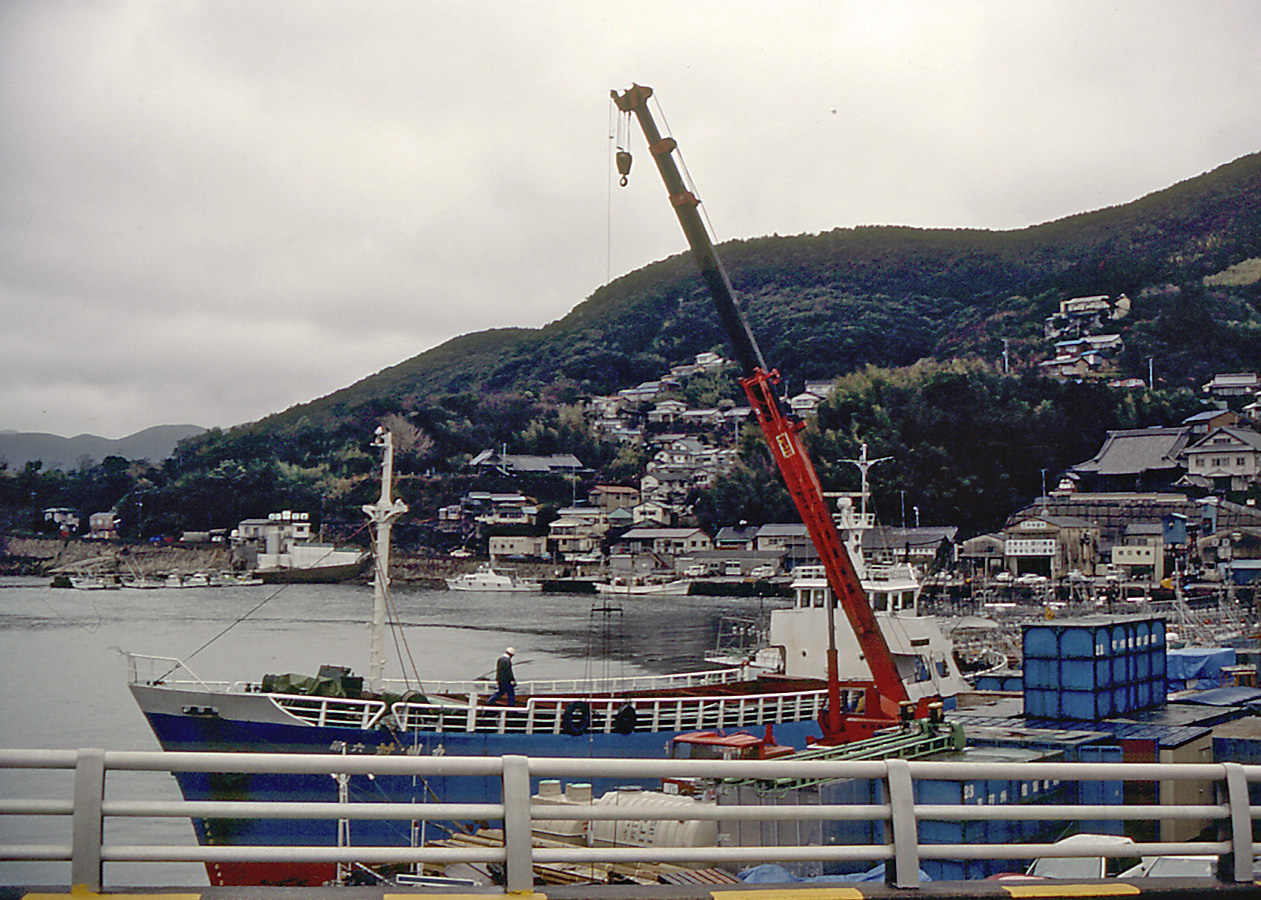
쓰시마시의 항구

쓰시마시는 행정구역상 나가사키현에 속하지만 현청 소재지인 나가사키시보다 거리상 후쿠오카현이 더 가까우므로 경제·문화적으로는 후쿠오카현과 더 밀접한 관계에 있다.
또한 아름다운 자연 환경 및 한국, 일본 양국 사이에 위치한 지리적 조건 때문에 관광업 또한 활발하다. 섬 면적의 80% 이상이 산림이기 때문에 임업도 이루어지고 있고 표고버섯이 많이 생산된다.

### 어업
어업은 쓰시마시의 기간 산업 중 하나로 인근 연안에서 오징어가 많이 잡힌다. 이외에도 도미와 방어 등이 많이 잡힌다. 2003년 기준 어획량은 아래와 같다.
- 오징어: 7,165톤
- 기타 오징어: 3,230톤
- 방어류: 2,482톤
- 전갱이: 1,120톤
- 소라: 1,094톤
- 참치류: 1,075톤

## 관광
부산항여객터미널에서 약 1시간 10분(히타카쓰항)에서 2시간(이즈하라항)이면 도착하는 대한민국에서 가장 가까운 일본 영토이다. 한국인 관광객은 주로 부산광역시, 울산광역시, 경상남도에서 방문한다.
아유도모시 자연공원, 아오시오노사토, 미우다 해수욕장 등에 캠핑장이 있다.
엔화 환율이 약세를 보일 때는 일본의 식음료 및 생활용품을 사기 위해서 쓰시마시를 찾는 관광객도 많다.
숙박 시설은 토요코인 이즈하라점을 필두로 츠타야호텔, 쓰시마호텔, 벨포레호텔 등 여러 호텔들이 있다.

## 교육
나가사키현립 쓰시마 고등학교, 나가사키현립 도요타마 고등학교, 나가사키현립 가미쓰시마 고등학교 등 3개의 고등학교가 있고 이외에도 여러 중학교, 소학교(초등학교) 등이 존재한다.

## 교통

### 공항
일본 국내선 항공편을 통해 쓰시마 공항을 이용할 수 있다. 쓰시마 공항은 1975년 옛 미쓰시마정(美津島町)의 백련강산(白蓮江山)의 산 정상을 깎아 건설되었다. 전일본공수는 후쿠오카 공항, 오리엔탈 에어 브릿지는 나가사키 공항을 오가는 노선을 운항한다.
그러나 쓰시마 관광객의 다수를 차지하는 한국과 연결되는 항공편은 없다.

### 도로
- 국도 382호선

### 해운
남부의 이즈하라항(厳原港), 북부의 히타카쓰항(比田勝港) 2곳에서 여객선이 운항한다.
국제 노선으로는 대아고속해운이 고속선 '오션플라워호'로 이즈하라항-부산항, 히타카쓰항-부산항 노선을 운항한다. 쓰시마 국제라인(対馬国際ライン)은 '아오시오'로 히타카쓰항-부산항 노선을 부정기 운항한다. JR 큐슈 고속선(JR九州高速船)은 제트포일인 '비틀'로 하카타항(후쿠오카시 소재)-히타카쓰항-부산항 노선을 운항한다. 히타카쓰항에는 이용객 수에 따라 임시 기항하고 있다.
일본 국내 노선으로는 규슈 유센(九州郵船)이 제트포일(보잉 929) '위너스'와 '위너스 2호'로 히타카쓰항-이즈하라항-고노우라항(이키시 소재, 일부는 직행)-하카타항 노선을 운항하고, 페리인 '치쿠시'와 '뉴쓰시마호'는 이즈하라항-고노우라항-하카타항 노선을 운항하며, 페리 '반카이호'는 히타카쓰항-하카타항 노선을 운항한다.

### 버스

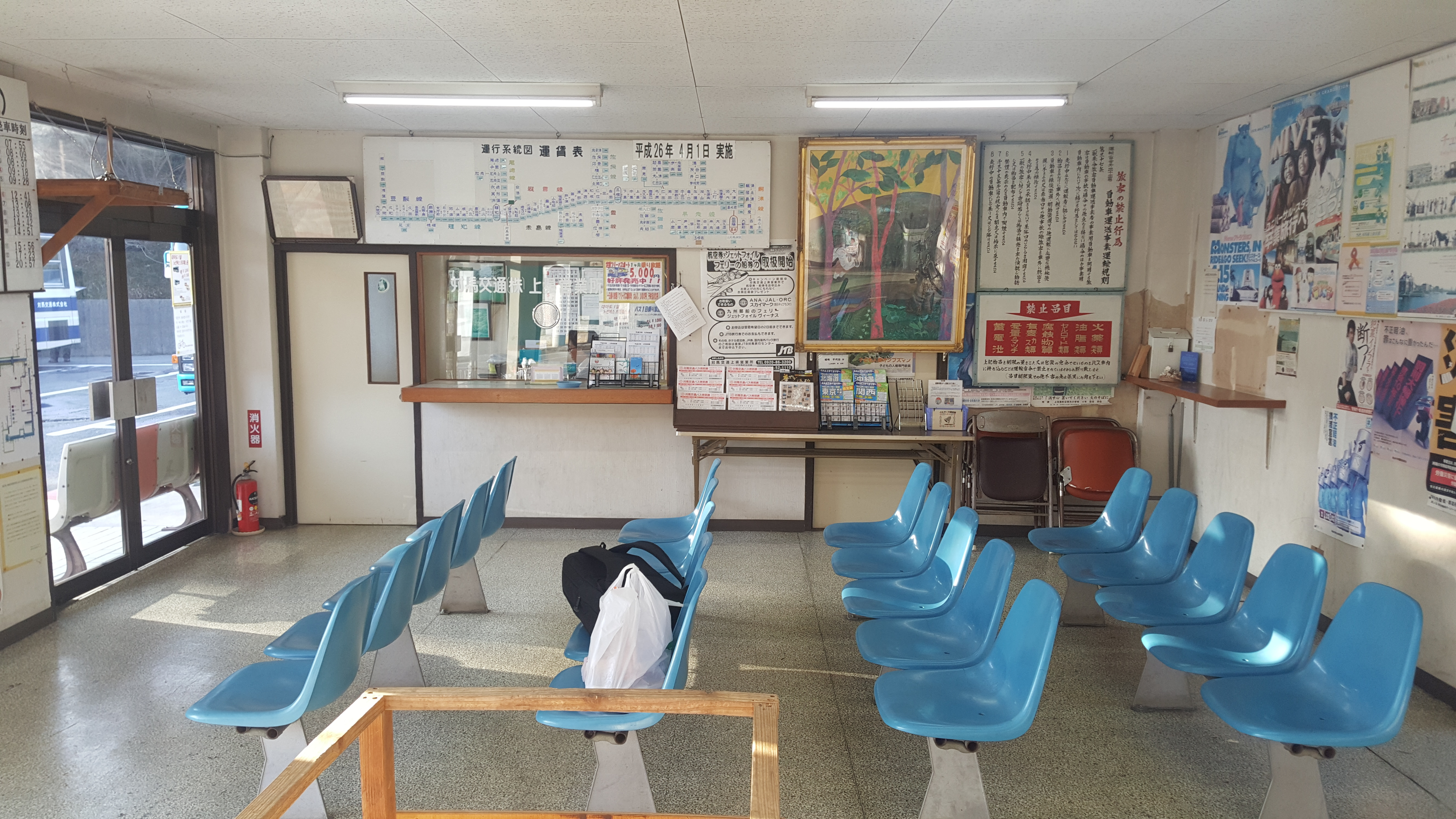
히타카쓰 버스 센터

쓰시마 교통(対馬交通)이 이즈하라와 히타카쓰를 잇는 버스를 운행한다. 히타카쓰에서는 순환버스도 운행 중이다. 외국인을 위한 버스 티켓인 대마도 1일 프리패스권(1日フリーパス券)을 이용하면 저렴한 값에 하루 동안 무제한으로 버스를 이용할 수 있다. 이즈하라에서 히타카쓰까지 소요시간은 약 2시간 30분이며 패스 요금은 3,330엔이다. 일부는 히타카쓰에서 니시사토, 시타루, 슈시, 오시카 지선도 운행하고 있다. 또 히타카쓰 지역은 시영버스가 운행되며 12월 31일부터 다음해 1월 3일까지는 운행하지 않는다.
- 쓰시마 교통(일반버스) - 이즈하라 ↔ 다카하마바시 ↔ 다루가하마입구 ↔ 쓰시마 공항 ↔ 오후나코시 ↔ 만제키바시 ↔ 니이 ↔ 미네 ↔ 사스나 ↔ 히타카쓰
- 쓰시마 시영 버스 - 히타카쓰(가미쓰시마병원) ↔ 오우라(벨류마트) ↔ 와니우라(한국전망소) ↔ 도요 ↔ 이즈미 ↔ 나기사노유(미우다) ↔ 니시도마리 ↔ 히타카쓰항 ↔ 큐유마에 ↔ 히타카쓰(가미쓰시마병원)

## 자연

### 동물

#### 야마네코
쓰시마섬에는 쓰시마삵(야마네코, 山猫)이라는 야생 삵이 산다.

### 유역
이 지역에는 니타천을 비롯하여 사고천, 게치천 그리고 미네천 등 4개의 지류를 가진 하천이 흐른다. 또한 만제키세토와 미우라만, 아소만 같은 유역도 역시 흘러들고 있다.

## 기후
| 쓰시마시 이즈하라의 기후                                     | 쓰시마시 이즈하라의 기후 | 쓰시마시 이즈하라의 기후 | 쓰시마시 이즈하라의 기후 | 쓰시마시 이즈하라의 기후 | 쓰시마시 이즈하라의 기후 | 쓰시마시 이즈하라의 기후 | 쓰시마시 이즈하라의 기후 | 쓰시마시 이즈하라의 기후 | 쓰시마시 이즈하라의 기후 | 쓰시마시 이즈하라의 기후 | 쓰시마시 이즈하라의 기후 | 쓰시마시 이즈하라의 기후 | 쓰시마시 이즈하라의 기후 |
| 월                                                           | 1월                      | 2월                      | 3월                      | 4월                      | 5월                      | 6월                      | 7월                      | 8월                      | 9월                      | 10월                     | 11월                     | 12월                     | 연간                     |
| ------------------------------------------------------------ | ------------------------ | ------------------------ | ------------------------ | ------------------------ | ------------------------ | ------------------------ | ------------------------ | ------------------------ | ------------------------ | ------------------------ | ------------------------ | ------------------------ | ------------------------ |
| 역대 최고 기온 °C (°F)                                       | 19.8 (67.6)              | 21.3 (70.3)              | 24.4 (75.9)              | 27.8 (82.0)              | 32.0 (89.6)              | 32.9 (91.2)              | 36.9 (98.4)              | 36.8 (98.2)              | 34.6 (94.3)              | 30.2 (86.4)              | 26.9 (80.4)              | 22.3 (72.1)              | 36.9 (98.4)              |
| 일평균 최고 기온 °C (°F)                                     | 9.2 (48.6)               | 10.5 (50.9)              | 13.6 (56.5)              | 18.1 (64.6)              | 22.2 (72.0)              | 24.7 (76.5)              | 28.3 (82.9)              | 30.0 (86.0)              | 26.5 (79.7)              | 22.3 (72.1)              | 17.1 (62.8)              | 11.6 (52.9)              | 19.5 (67.1)              |
| 일일 평균 기온 °C (°F)                                       | 6.0 (42.8)               | 6.9 (44.4)               | 10.0 (50.0)              | 14.2 (57.6)              | 18.2 (64.8)              | 21.3 (70.3)              | 25.4 (77.7)              | 26.8 (80.2)              | 23.4 (74.1)              | 18.7 (65.7)              | 13.3 (55.9)              | 8.0 (46.4)               | 16.0 (60.8)              |
| 일평균 최저 기온 °C (°F)                                     | 2.5 (36.5)               | 3.2 (37.8)               | 6.3 (43.3)               | 10.3 (50.5)              | 14.4 (57.9)              | 18.5 (65.3)              | 23.1 (73.6)              | 24.2 (75.6)              | 20.6 (69.1)              | 15.3 (59.5)              | 9.6 (49.3)               | 4.3 (39.7)               | 12.7 (54.9)              |
| 역대 최저 기온 °C (°F)                                       | −7.7 (18.1)              | −8.6 (16.5)              | −5.2 (22.6)              | −1.3 (29.7)              | 4.8 (40.6)               | 6.2 (43.2)               | 12.2 (54.0)              | 13.6 (56.5)              | 8.8 (47.8)               | 0.7 (33.3)               | −2.7 (27.1)              | −6.4 (20.5)              | −8.6 (16.5)              |
| 평균 강수량 mm (인치)                                        | 80.1 (3.15)              | 94.7 (3.73)              | 172.3 (6.78)             | 218.4 (8.60)             | 241.2 (9.50)             | 294.4 (11.59)            | 370.5 (14.59)            | 326.4 (12.85)            | 235.5 (9.27)             | 120.8 (4.76)             | 100.6 (3.96)             | 68.0 (2.68)              | 2,302.6 (90.65)          |
| 평균 강수일수 (≥ 0.5 mm)                                     | 7.4                      | 7.7                      | 9.9                      | 9.7                      | 9.2                      | 11.8                     | 13.0                     | 11.6                     | 9.8                      | 6.4                      | 7.5                      | 7.0                      | 111.2                    |
| 평균 상대 습도 (%)                                           | 61                       | 62                       | 65                       | 68                       | 72                       | 82                       | 83                       | 81                       | 78                       | 70                       | 68                       | 63                       | 71                       |
| 평균 월간 일조시간                                           | 147.6                    | 143.5                    | 161.5                    | 183.1                    | 199.2                    | 136.3                    | 136.1                    | 160.4                    | 131.1                    | 161.1                    | 149.0                    | 153.9                    | 1,862.8                  |
| 출처: 일본 기상청 (평년값: 1991년~2020년, 극값: 1886년~현재) |                          |                          |                          |                          |                          |                          |                          |                          |                          |                          |                          |                          |                          |

## 자매 도시
- 일본 기후현 나카쓰가와시(1994년)
- 일본 오카야마현 세토우치시(1996년)
- 일본 시가현 나가하마시(1998년)
- 대한민국 부산광역시 영도구(1986년)
- 미국 조지아주 애틀랜타(2001년)

## 같이 보기
- 일본의 역사